# Adolphine von Rohr

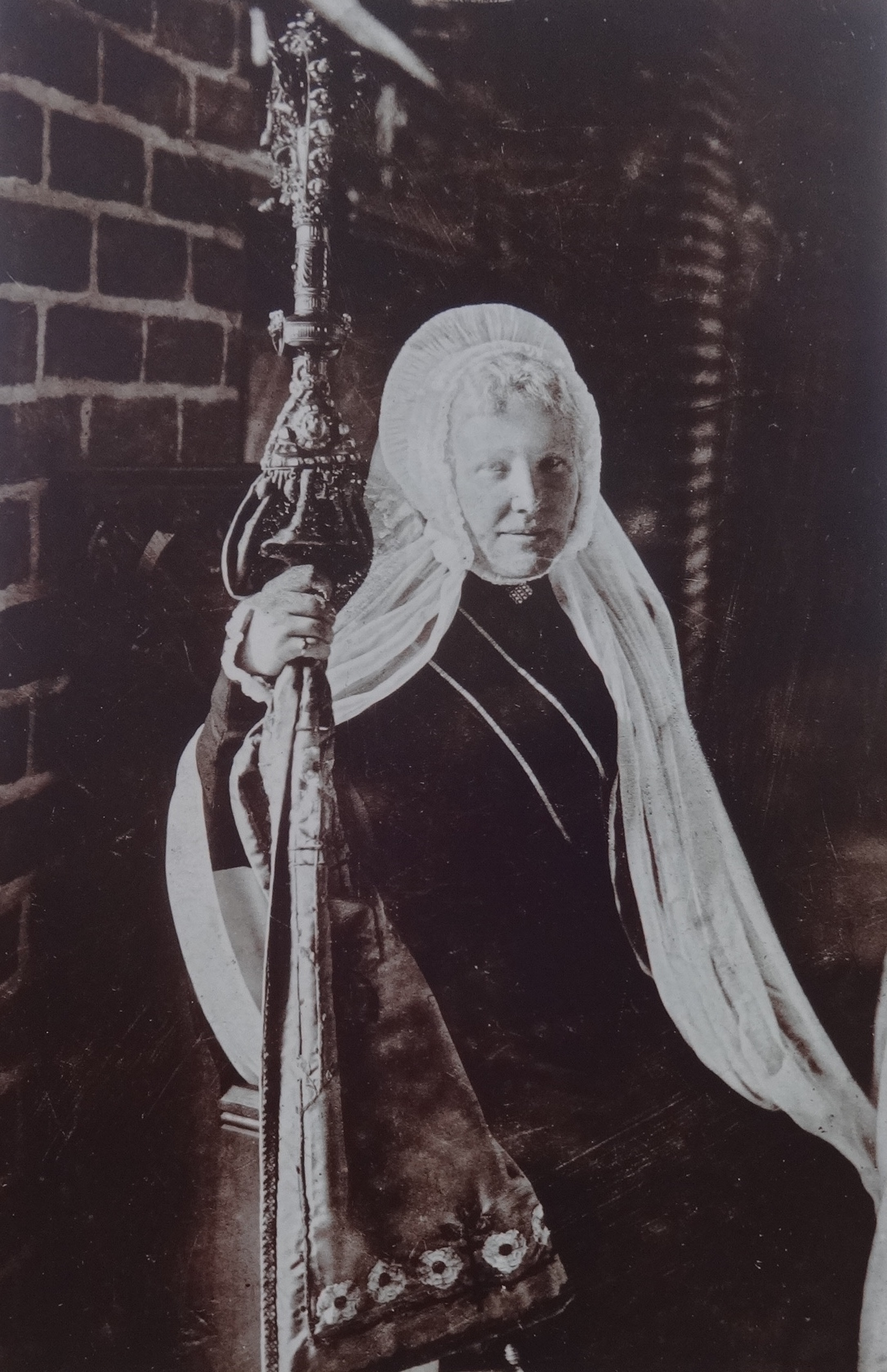
Adolphine von Rohr

Adolphine von Rohr (* 25. März 1855 als Adolphine von Gersdorff in Trier; † 18. Oktober 1923 in Seefeld bei Pritzwalk) war eine Äbtissin des Klosters Stift zum Heiligengrabe.

## Leben
Adolphine war die Tochter des späteren königlich-preußischen Generalleutnants Hermann Konstantin von Gersdorff und dessen Ehefrau Clara Agnes Marianne von Gersdorff (* 8. Februar 1827 in Nieder-Oertmannsdorf; † 2. August 1881 in Hannover).
Sie erhielt zunächst mit ihren beiden Schwestern bis 1869 Hausunterricht, um dann auf eine Schule in Kassel geschickt zu werden und danach in das Internat im Stift Altenburg einzutreten. Nachdem ihr Vater 1870 bei Sedan gefallen war, kehrte sie zu ihrer Mutter zurück. Sie verblieb dort bis zu ihrer Heirat mit Louis von Rohr am 31. Mai 1875 und lebte dann mit ihm auf Gut Seefeld.
Das Dasein als Hausfrau endete am 25. Oktober 1882, als ihr Mann an Typhus verstarb. Sie zog nach Potsdam und belegte im Berliner Elisabethen-Krankenhaus einen Johanniterkursus zur Krankenpflege. Danach vertrat sie bei der Prinzessin Elisabeth von Waldeck die Mutterstelle und wurde später von der Fürstin Bathildis von Waldeck zu deren Oberhofmeisterin ernannt. Am 4. Mai 1899 ernannte Kaiser Wilhelm II. Adolphine von Rohr gegen heftige Einwände des Klosterkonvents, der an ihrer früheren Verheiratung Anstoß nahm, zur Äbtissin von Heiligengrabe als Nachfolgerin der verstorbenen Margarethe von Alvensleben. Als Äbtissin setzte sie sich für eine Rückbesinnung auf die sozialen Aufgaben eines Damenstifts ein und förderte insbesondere die schulische und berufliche Ausbildung junger mittelloser Mädchen. Kaiser Wilhelm II., der sie schätzte und unterstützte, besuchte sie im Kloster und verlieh ihr 1901 den Äbtissinnenstab. Der Direktor der Kunstschule in Straßburg, Anton Seder, hatte das Kunstwerk im Auftrag von Wilhelm II. entworfen. Die künstlerische Umsetzung des Entwurfs erfolgte durch Abteilungsleiter der Goldschmiedeabteilung in der Straßburger städtischen Kunstgewerbeschule, Robert Rudolf.
Sie setzte unter anderem die Anerkennung der Schule als „Höhere Mädchenschule“ im Jahr 1908 durch. Neben ihren sozialen Bemühungen unterstützte sie auch heimatkundliche Forschungen und half mit bei der Gründung eines heimatkundlichen Museums im Südflügel der Abtei im Jahr 1909. Sie erwirkte zum Ende des Ersten Weltkrieges beim „Staatskommissar für die Regelung der Wohlfahrtspflege in Preußen“ die Genehmigung für den Verkauf von Druckschriften der Vaterländischen Verlags- und Kunstanstalt, Inhaber: Verein für Berliner Stadtmission, Berlin, zur „Unterstützung der Kriegswaisen in der Erziehungsanstalt des Klosters Heiligengrabe (Prignitz).“

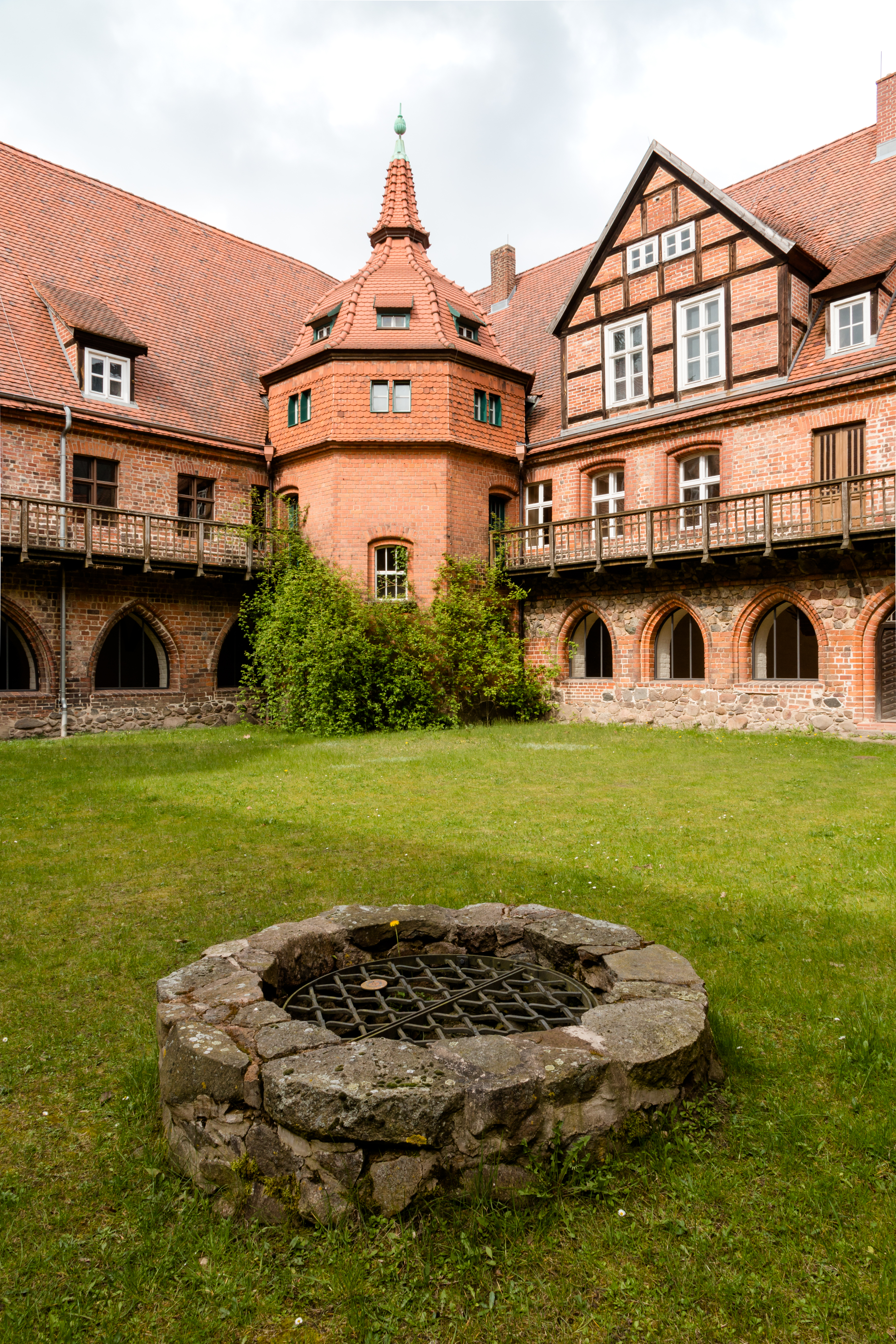
Kloster Heiligengrabe, Innenhof der Abtei